# Lernaea quadrinucifera
Lernaea quadrinucifera is een eenoogkreeftjessoort uit de familie van de Lernaeidae. De wetenschappelijke naam van de soort is voor het eerst geldig gepubliceerd in 1949 door Yin.